# Montagna-le-Templier
Montagna-le-Templier foi uma comuna francesa na região administrativa de Borgonha-Franco-Condado, no departamento de Jura. Estendia-se por uma área de 7,05 km². Em 2010 a comuna tinha 95 habitantes (densidade: 13,5 hab./km²).
Em 1 de janeiro de 2017, passou a formar parte da nova comuna de Montlainsia.